# Anopheles benarrochi
Anopheles benarrochi este o specie de țânțari din genul Anopheles, descrisă de Gabaldon, Gracia și Lopez în anul 1941. Conform Catalogue of Life specia Anopheles benarrochi nu are subspecii cunoscute.